# Pseudopanurgus lutzae
Pseudopanurgus lutzae là một loài Hymenoptera trong họ Andrenidae. Loài này được Cockerell mô tả khoa học năm 1922.